# Eksperiment „Treći val”
Treći val je bio pokus koji je 1967. godine proveo kalifornijski srednjoškolski profesor povijesti Ron Jones kako bi objasnio kako je njemačko stanovništvo moglo prihvatiti djelatnost nacističkoga režima tijekom uspona Trećega Reicha i Drugoga svjetskoga rata.
Dok je Jones podučavao svoje učenike o nacističkoj Njemačkoj na svojim predavanjima povijesti, bilo mu je teško objasniti učenicima kako su Nijemci mogli prihvatiti postupke nacista. Odlučio je stvoriti izmišljeni društveni pokret kao demonstraciju privlačnosti nacionalsocijalizma. Tijekom pet dana, Jones je proveo niz vježbi u svom razredu s naglaskom na disciplinu i zajedništvo, koje su bile modelirane nprema obilježjima nacionalsocijalističkoga pokreta.
Pokus je trebao trajati svega jedan dan, no kako se je pokazao uspješnim, Jones je nastavio s eksperimentom. Kako je pokret rastao izvan razreda i počeo se brojati u stotinama, također i kada su nastupila izbijanja nasilja, Jones je počeo vjerovati da je eksperiment izmakao kontroli i obustavio ga peti dan.

## Tijek pokusa
Eksperiment se održao u srednjoj školi Cubberley u Palo Altu u Kaliforniji tijekom prvog tjedna travnja 1967. godine. Jones je jedini koji je znao za eksperiment, a svi učenici koji su sudjelovali su bili subjekti eksperimenta bez njihovog znanja. 
Pokrenuo je pokret pod nazivom "Treći val" i rekao svojim studentima da pokret ima za cilj naučiti ljude kako postići moć i uspjeh. Ideja pokreta je bila da demokracija naglašava individualnost i to se smatralo negativnim, a Jones je naglasio ovu glavnu točku pokreta u svom motu: "Snaga kroz disciplinu, snaga kroz zajednicu, snaga kroz djelovanje, snaga kroz ponos."
Eksperiment u to vrijeme nije bio dobro dokumentiran. Ukratko je spomenut u dva izdanja studentskih novina Cubberley Srednje Škole zvane "The Cubberley Catamount", a Jones je ga je detaljno opisao nekih devet godina kasnije. Slijedili su i kasniji članci drugih autora, od kojih su neki sadržavali intervjue sa samim Jonesom i izvornim studentima koji su bili subjekti eksperimenta.

### Dan 1: prvi okup
ponedjeljak, 3. travnja
Eksperiment je započeo jednostavnim promjenama u učionici kao npr. pravilno sjedenje. Napisao je „Snaga kroz disciplinu” na ploči, a zatim je uveo strogu disciplinu u učionici govoreći o njenoj važnosti. Postupci su bili jednostavni. Od učenika se očekivalo da mirno sjede do drugog zvona, morali su ustati ako su htjeli postaviti ili odgovoriti na pitanja i to u tri riječi ili manje kako bi se reducirala komunikacija među učenicima. Morali su svako obraćanje uvoditi s „gospodine Jones”. Temeljito ih je učio ovim pravilima ponašanja. Jonesa je, međutim, kako kasnije svjedoči, brinulo pitanje zašto su učenici tako lako prihvatili autoritet koji im je on nametnuo.

### Dan 2: postroženje pravila
utorak, 4. travnja
Drugi dan eksperimenta nije bio predviđen, ali se dogodio spontano. Na Jonesovo iznenađenje, učenici su ga dočekali u postrojeni u učionici. Umjesto predviđenog predavanja o Japanu, Jones je, iznenađen brzinom konformizma svojih učenika, odlučio nastaviti eksperiment. Dodao je „Snaga kroz zajednicu” na ploču s kredom, a svoj „pokret” nazvao je „Treći val”. Jones je ime svog pokreta temeljio na navodnoj činjenici da je „treći val u nizu najjači”. Ovo je bila aluzija na Treći Reich, koju učenici nisu prepoznali. Jones je stvorio pozdrav koji je uključivao salutiranje nalik Hitlerovom pozdravu. Naredio je članovima razreda da tako pozdravljaju jedni druge u razredu i izvan njega. Jones je potom svakom od svojih učenika dodijelio pojedinačni zadatak, kao što je osmišljavanje transparenata Trećega vala, sprječavanje ulaska u razred onima koji nisu bili članovi ili novačenje svojih prijatelja na pridruživanje pokretu.

### Dan 3: širenje pokreta
srijeda, 5. travnja
Eksperiment je sada zaživio sam. Pridružili su se učenici iz cijele škole. Razred se proširio s početnih 30 učenika na ukupno 43. Jones je na ploču dodao "Snaga kroz djelovanje". Članovima je izdana članska iskaznica. Jones je učenike uputio kako inicirati nove članove. Do kraja dana pokret je imao preko 200 sudionika. Jones je uputio trojicu učenika da prijavljuju kada se drugi članovi pokreta ne pridržavaju pravila izvan učionice. Bio je iznenađen kada je dvadesetak studenata dalo takve izvještaje o drugima, a ne samo ono troje koji su bili upućeni da to čine. Učenici su počeli provoditi neslužbena "suđenja" onima za koje se smatralo da nisu dovoljno odani pokretu, a kazna je bila protjerivanje iz školske knjižnice. 
Jedina moguća nagrada od Jonesa za što aktivnije sudjelovanje u eksperimentu bila je dobra ocjena.

### Dan 4: izmicanja kontroli
četvrtak, 6. travnja
Jones je odlučio prekinuti pokret jer je počeo izmicati kontroli, no ne istog trena. Učenici su se sve više uključivali u pokret. Nekoliko učenika je samostalno stvorilo odjel tjelohranitelja koji je fizički napadao učenike koji se nisu slagali s načelima pokreta i jednom čak i novinara školskih novina. Jones je sada razredu najavio da je ovaj pokret dio velikog nacionalnog pokreta i da će sutradan predsjednički kandidat Trećeg vala javnosti objaviti svoje postojanje na televiziji. Naredio je studentima da prisustvuju nastavi u petak kako bi svjedočili toj objavi.

### Dan 5: obustavljanje studije
petak, 7. travnja

Svi studenti su stigli u 11:50. Jones je uvjerio brojne svoje prijatelje da glume novinare i zamolio učenike da pokažu što su naučili prije nego što bi obraćanje na televiziji navodno počelo. Zatim ih je predvodio uzvikujući "Snaga kroz disciplinu! Snaga kroz zajednicu! Snaga kroz akciju!" Upalio je TV postavljen nasred učionice. Umjesto televizijskog obraćanja predsjedničkog kandidata Trećeg vala, na televiziji se pojavio Adolf Hitler u jednom od svojih poznatih obraćanja članovima Hitlerjugenda, gdje su mladi bili jednako obučeni, klicali i koristili gotovo isti pozdrav kao i članovi Trećeg vala. Jones je objavio da su bili dio eksperimenta i da su svi dragovoljno stvorili osjećaj superiornosti nad drugima, baš kao što su njemački građani činili u razdoblju nacističke Njemačke. Zatim se ispričao učenicima i pustio im film o nacističkom režimu kako bi zaključio eksperiment.
„Nema nikakvog omladinskog nacionalnoga pokreta. Iskorišteni ste. Izmanipulirani. Sada niste ni bolji ni gori nego ti Nijemci nacisti o kojima smo učili. Dali bismo svoju slobodu za mogućnost da budemo posebni. Mislili ste da ste posebni. Posebniji od ljudi izvan ove dvorane. Prodali ste vlastitu slobodu za udobnost discipline i superiornosti. Prihvatili ste volju skupine ispred vlastitih uvjerenja neovisno o tome koga ćete povrijediti. Što ste mislili kamo idete? Koliko daleko biste otišli? Pogledajte svoju budućnost na televiziji. Svi bismo mi bili dobri nacisti. Odjenuli bismo odore i okretali glave. Pustili bi da odvode naše prijatelje i susjede. Čak ih i sami zatvarali."
"I vama će biti neugodna činjenica što ste bili dio ovakvoga pokreta. To ćete poricati, no usprkos tome sada ste naučili kako smo svi odgovorni za svoje postupke. Morate propitati svoje postupke umjesto da slijepo slijedite vođu. Nemojte dopustiti, do kraja svojega života, da volja grupe preuzme vašu.“ 

- Navodno, Ron Jones svojim učenicima
Jones je na kraju dobio otkaz zbog svoga pokusa koji nije bio predviđen nastavnim planom i programom.

## Zaključak
Jones zaključuje da, kao i u Stanfordskom zatvorskom eksperimentu profesora Zimbarda, osobnost pojedinca ima malen utjecaj naspram utjecaja mase na pojedinca. Konformizam i oponašanje mase uvelike objašnjuju prihvaćanje objektivno neetičkih postupaka, specifično za cilj studije, njemačko prihvaćanje postupaka Trećega Reicha.

Norveški filozof Lars Svendsen u svojoj knjizi „Filozofija zla“ piše: 
„najveće su zločine učinjene pod Hitlerovim, Staljinovim, Maovim, Pol Potovim i drugim vodstvom, počinili obični ljudi, a ne sadisti i predstavnici demonskog zla. Veliki dio čuvara u koncentracijskim logorima i logorima smrti postavljen je na to mjesto samo zato što su bili poslušni u običnoj vojnoj službi. Većina čuvara se sastojala od karijerista, idealista i prije svega konformista, koji su radili što i ostali, bez zauzimanja samostalnog stava prema moralnom statusu postupaka. Ukratko, to su bili obični ljudi koji su činili najveće moguće zlo.“
Poseban odlomak izvještaja o eksperimentu Jones posvećuje Robertu, učeniku s vrlo malo akademskih vještina koji nikad nije bio problematično dijete. No to je dotad "nevidljivo" dijete pokazivalo najžešću odlučnost i upornost u širenju pokreta. Treći val je promovirao Roberta u jedno od najpoznatije djece u školi. Jednu večer se upravo Robert ponudio da bude tjelesni čuvar profesoru Jonesu, da mu se ne bi nešto dogodilo. Jones ga je prihvatio za tjelesnog čuvara i on ga je slijedio u stopu na svako moguće mjesto u školi. 

## U popularnoj kulturi
Film „Lesson Plan” (2010.) koji je prepričavao priču o Trećem valu kroz razgovore s izvornim učenicima i učiteljem, debitirao je na filmskom festivalu Mill Valley 2010. Producirali su ga Philip Neel i Mark Hancock, Jonesovi bivši učenici.
Njemački dokumentarac pod nazivom „Nevidljiva linija” („Die Geschichte der Welle”) debitirao je na televiziji 19. prosinca 2019. U njemu su također prikazani razgovori s Jonesom i bivšim studentima.
Njemački film „Die Welle” („Val”, 2008.) prenio je pokus u suvremenu njemačku učionicu. Film je dobio pohvalne kritike.